# Liphistius malayanus cameroni
Liphistius malayanus cameroni HAUPT, 1983 è un ragno appartenente al genere Liphistius della Famiglia Liphistiidae.
Il nome del genere deriva dalla radice prefissoide greca λίπ-, lip-, abbreviazione di λιπαρός, liparòs, cioè unto, grasso, e dal sostantivo greco ἱστίον, istìon, cioè telo, velo, ad indicare la struttura della tela che costruisce intorno al cunicolo.
Il nome proprio della specie deriva dalla sua distribuzione sul territorio della penisola malese.
Il nome proprio della sottospecie proviene dalle Cameron Highlands, alture dello Stato di Pahang, nella regione centrale della Malaysia peninsulare.

## Caratteristiche
Ragno primitivo appartenente al sottordine Mesothelae: non possiede ghiandole velenifere, ma i suoi cheliceri possono infliggere morsi piuttosto dolorosi.
I maschi di questa specie si possono agevolmente distinguere per la presenza di un largo embolo e di un'apofisi tegolare ampiamente arrotondata. Le femmine invece come peculiarità rispetto a tutte le altre del genere Liphistius, hanno il poreplate (area dei genitali femminili interni coperta da una zona priva di pori) espanso nella direzione anterolaterale.

## Comportamento
Costruiscono cunicoli nel terreno profondi fino a 60 centimetri e tengono chiuso l'ingresso del cunicolo con una porta-trappola piuttosto rudimentale. Intorno all'apertura tessono 7-8 fili molto sottili e appiccicaticci in modo da accorgersi se qualche preda si sta avvicinando e, approfittando dei momenti in cui vi è invischiata, balzano fuori e la catturano. Vivono molti anni anche in cattività.
Questa sottospecie è stata oggetto di uno studio insieme ad altri ragni dell'ordine Mesothelae del sud-est asiatico sulla loro vulnerabilità ad essere infettati da funghi ipomiceti delle Rickettsiae, in particolare da Nomuraea atypicola.

## Tassonomia
Ritenuta da alcuni aracnologi, fra cui Norman I. Platnick, degna di assurgere al rango di specie per proprie caratteristiche distintive.

## Distribuzione
Rinvenuta nelle zone forestali delle Cameron Highlands, nello Stato malese di Pahang.